# Rhaphuma atrosignata
Rhaphuma atrosignata là một loài bọ cánh cứng trong họ Cerambycidae.